# Associação de Futebol dos Emirados Árabes Unidos
A Associação de Futebol dos Emirados Árabes Unidos (UAEFA) é o órgão dirigente do futebol associado dos Emirados Árabes Unidos. Foi fundada em 1971 e é filiada à Federação Internacional de Futebol (FIFA) e à Confederação Asiática de Futebol (AFC) desde 1974.